# 希洛鎮區 (阿肯色州蘭道夫縣)
希洛鎮區（英語：Shiloh Township）是位於美國阿肯色州蘭道夫縣的一個行政鎮區。

## 地方資料
希洛鎮區的面積為42.87平方千米，當中陸地面積為42.81平方千米，而水域面積為0.06平方千米。根據2010年美國人口普查的數據，當地共有人口746人，而人口密度為每平方千米17.4人。